# Alfred Eberling

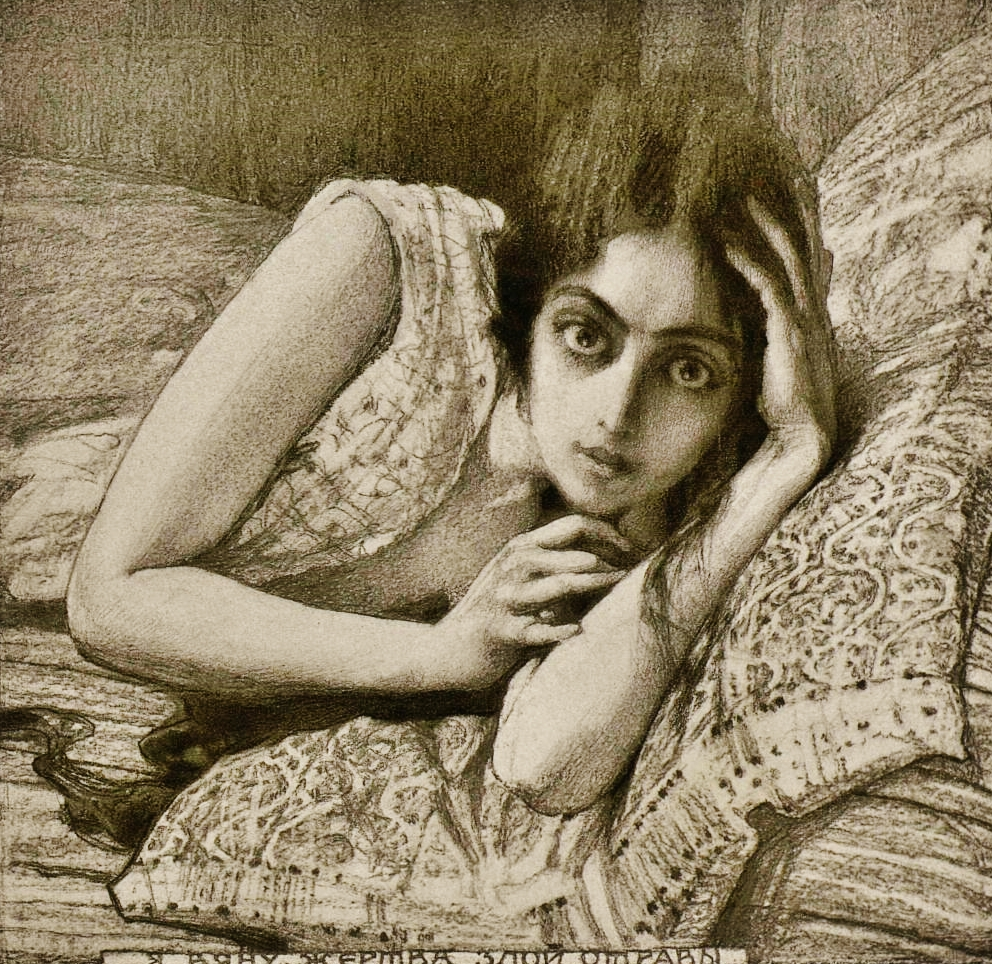
Tamara Eberlinga

Alfred Eberling (en russe : Альфред Рудольфович Эберлинг) (3 janvier 1872 - 18 janvier 1951), à Zgierz, Voïvodie de Łódź, Empire russe et mort le 18 janvier 1951, Leningrad) est un peintre, graveur et photographe polonais puis soviétique. Il a été professeur et membre de l'Union des Artistes de Saint-Pétersbourg (en).

## Biographie
Alfred Eberling nait à Zgierz en Voïvodie de Łódź, dans le Gouvernement de Piotrków (actuellement en Pologne), partie de l'Empire russe, le 3 janvier 1872. En 1898, il termine l'Académie russe des beaux-arts à Saint-Pétersbourg, dans l'atelier d'Ilia Répine avec le titre d'artiste du premier degré pour son tableau Printemps. En 1899, il part avec un groupe d'artistes pour Constantinople chargé d'une mission par le gouvernement concernant la peinture d'une église orthodoxe. En 1900—1917, il visite de nombreux pays européens et découvre les musées d'arts de ces pays. En plus du russe, il parlait polonais, français, allemand et italien couramment.
En 1896, alors qu'il est encore étudiant il réalise son tableau Ancienne et nouvelle peinture (c'est une allégorie de la diffusion de l'art décadent à cette époque). La même année, le tableau est exposé à l'Académie russe des beaux-arts à Saint-Pétersbourg et à l'exposition internationale de Berlin. Plus tard, l'artiste offre ce tableau à l'École de peinture Constantine Savitski. Outre à des expositions académiques, Eberling participe à des expositions de la Société des artistes Arkhip Kouïndji et de la Société des aquarellistes russes (ru), mais aussi à celles organisées dans les pays qu'il visite. Le peintre Arkhip Kouïndji exerce une forte influence sur Eberling par ses évocations subjectives et oniriques préfigurant le symbolisme. En 1902, à Florence, il peint son plus grand tableau intitulé Songe de l'artiste qui est présenté à Florence, Varsovie, Saint-Pétersbourg et Moscou. En 1904, le tableau est exposé aux États-Unis à Saint-Louis et New York, et est finalement acquis par un musée de San-Francisco. D'autres œuvres sont achetées aux États-Unis : Constantinople, un cimetière, Dans les montagnes de Toscane, Venise, Sous la bannière blanche.

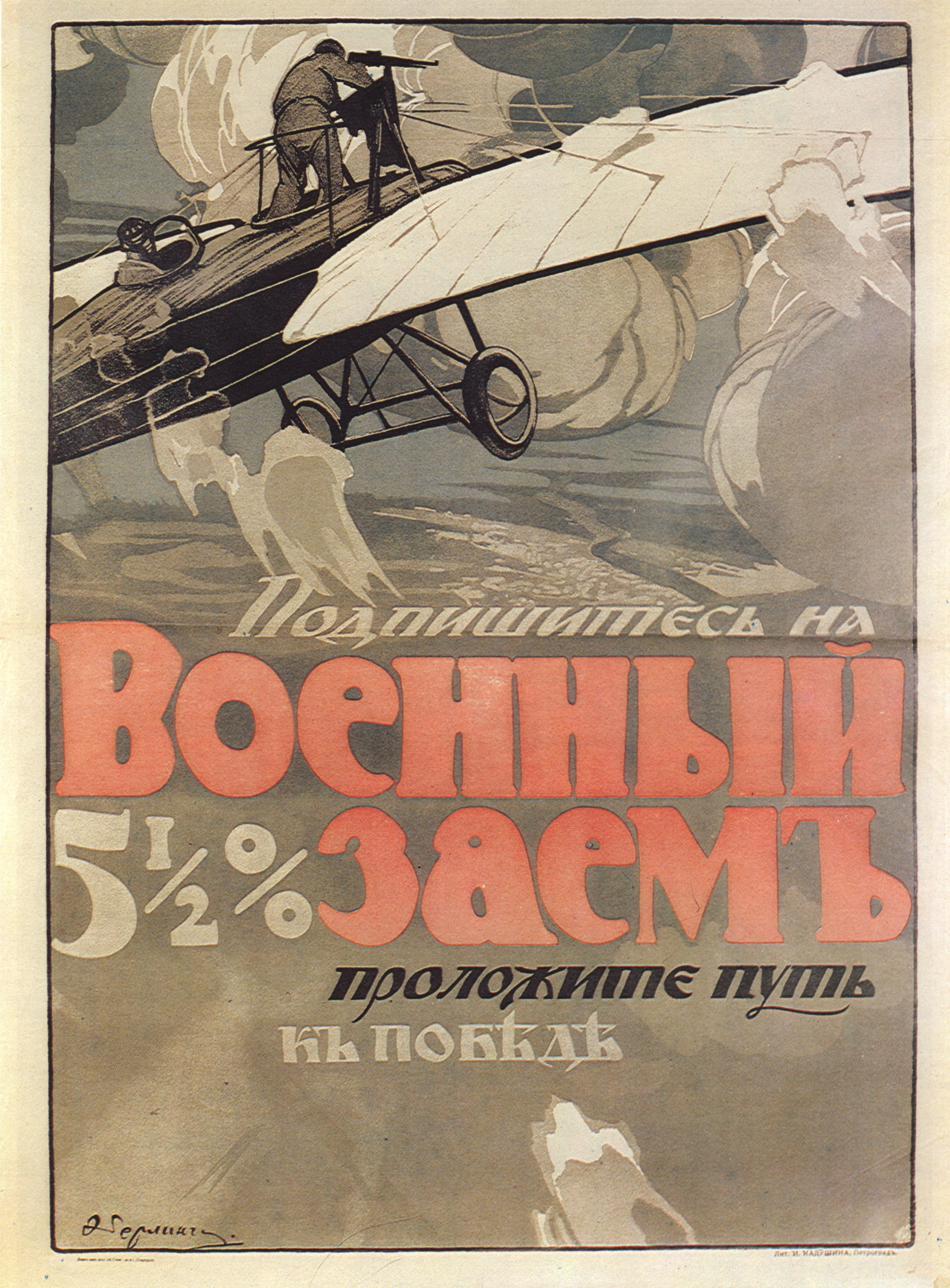
Souscrivez à l'emprunt de guerre à 5.5% ! Poursuivez la route vers la victoire 1916.

En 1904, Eberling commence une carrière d'enseignant qui va durer plusieurs années. De 1904 à 1917, il enseigne à l'école de dessin de la Société impériale d'encouragement des beaux-arts. Durant cette période il réalise une centaine de portraits, principalement de représentants du monde du théâtre. En 1910, il illustre le poème Le Démon de Mikhaïl Lermontov. Après la révolution d'Octobre 1917, en 1918, il participe à la création de l'école technique et artistique de dessin , dans laquelle il enseigne jusque 1933. En 1925-1930, il dirige l'atelier d'art de l' Association des artistes de la Russie révolutionnaire à Leningrad. En 1934, à l'invitation d'Isaak Brodsky, il prend la place du professeur de peinture, de dessin et de composition à l'Institut de peinture, de sculpture et d'architecture Ilia Répine, où il travaille jusqu'en 1937. En même temps, jusqu'en 1940, il enseigne à l'atelier d'art du Palais des pionniers de Leningrad et à celui de la Maison des sciences.
Dans les années 1920-1930, sur commande de la Goznak (en) il réalise les portraits de Karl Marx, Vladimir Lénine, Joseph Staline, Viatcheslav Molotov, Lazare Kaganovitch, Mikhaïl Kalinine pour permettre d'en réaliser ensuite des reproductions à grand tirage. En 1924, il remporte le concours annoncé par Goznak du meilleur portrait de Lénine, puis réalise les dessins nécessaires à l'impression de billets de banque qui apparaissent en 1937. Dans les années d'après-guerre, le dessin d'Eberling est utilise comme filigrane sur les billets soviétiques émis entre 1947 et 1957.
Parmi les œuvres créées par Eberling durant les années 1918-1940 on peut citer : Premières nouvelles d'Octobre(1918), Portrait de S. Ordjonikidze, Portrait de la stakhanoviste Smirnova, Portrait de M. Gorki (tous de 1937), Portrait de la ballerine Semionova (1940), V. I. Lenine en 1895, Portrait d'Ouchinski, Portrait de V. I. Lenine (tous de 1946), Portrait de J. Staline, Portrait de l'académicien N. G. Khlopine (les deux de 1947), Portrait de l'académicien S. P. Davindekov (1951) et d'autres encore.
Alfred Eberling est mort le 18 janvier 1951 à Leningrad à l'âge de quatre-vingt ans. Sa production artistique se retrouve au Musée Russe, dans des musées et des collections particulières en Russie, aux États-Unis, en Italie, en Allemagne, en France et dans d'autres pays.